# Morteros
Morteros är en ort i Argentina.   Den ligger i provinsen Córdoba, i den centrala delen av landet, 600 km nordväst om huvudstaden Buenos Aires. Morteros ligger 99 meter över havet och antalet invånare är 15 129.
Terrängen runt Morteros är mycket platt. Morteros är det största samhället i trakten.
Trakten runt Morteros består till största delen av jordbruksmark. Runt Morteros är det glesbefolkat, med 14 invånare per kvadratkilometer.